# Tiago Mesquita
Tiago Manuel Oliveira Mesquita (Vila Nova de Famalicão, 23 novembre 1990) è un calciatore portoghese, difensore del Lourosa.

## Caratteristiche tecniche
È un terzino destro.

## Carriera

### Club
Cresciuto nelle giovanili del Ribeirão, ha esordito il 4 maggio 2008 in un match vinto 3-0 contro il Valdevez.

## Statistiche

### Presenze e reti nei club
Statistiche aggiornate al 7 luglio 2017.
| Stagione        | Squadra         | Campionato      | Campionato | Campionato | Coppe nazionali | Coppe nazionali | Coppe nazionali | Coppe continentali | Coppe continentali | Coppe continentali | Altre coppe | Altre coppe | Altre coppe | Totale | Totale | Totale |
| Stagione        | Squadra         | Comp            | Pres       | Reti       | Comp            | Pres            | Reti            | Comp               | Pres               | Reti               | Comp        | Pres        | Reti        | Pres   | Reti   |        |
| --------------- | --------------- | --------------- | ---------- | ---------- | --------------- | --------------- | --------------- | ------------------ | ------------------ | ------------------ | ----------- | ----------- | ----------- | ------ | ------ | ------ |
| 2007-2008       | Ribeirão        | SD              | 1          | 0          | TP              | 0               | 0               |                    | -                  | -                  |             | -           | -           | 1      | 0      |        |
| 2008-2009       | Ribeirão        | SD              | 15         | 0          | TP              | 1               | 0               |                    | -                  | -                  |             | -           | -           | 16     | 0      |        |
| 2009-2010       | Alavés          | SB              | 11         | 0          | CR              | 0               | 0               |                    | -                  | -                  |             | -           | -           | 11     | 0      |        |
| 2010-2011       | Alavés          | SB              | 14         | 0          | CR              | 0               | 0               |                    | -                  | -                  |             | -           | -           | 14     | 0      |        |
| Totale Alaves   | Totale Alaves   | Totale Alaves   | 25         | 0          |                 | 0               | 0               |                    | -                  | -                  |             | -           | -           | 25     | 0      |        |
| 2011-2012       | Naval           | SL              | 3          | 0          | TP+TL           | 0               | 0               |                    | -                  | -                  |             | -           | -           | 3      | 0      |        |
| 2012-2013       | Naval           | SL              | 16         | 0          | TP+TL           | 2+7             | 0               |                    | -                  | -                  |             | -           | -           | 25     | 0      |        |
| Totale Naval    | Totale Naval    | Totale Naval    | 19         | 0          |                 | 9               | 0               |                    | -                  | -                  |             | -           | -           | 28     | 0      |        |
| 2013-2014       | Trofense        | SL              | 40         | 0          | TP+TL           | 2+1             | 0               |                    | -                  | -                  |             | -           | -           | 43     | 0      |        |
| 2014-gen. 2015  | Ribeirão        | 3D              | 11         | 0          | TP              | 1               | 0               |                    | -                  | -                  |             | -           | -           | 12     | 0      |        |
| Totale Ribeirao | Totale Ribeirao | Totale Ribeirao | 27         | 0          |                 | 2               | 0               |                    | -                  | -                  |             | -           | -           | 29     | 0      |        |
| gen.-giu. 2015  | Freamunde       | SL              | 24         | 0          | TP+TL           | 0               | 0               |                    | -                  | -                  |             | -           | -           | 24     | 0      |        |
| 2015-2016       | Boavista        | PL              | 23         | 0          | TP+TL           | 2+0             | 0               |                    | -                  | -                  |             | -           | -           | 25     | 0      |        |
| 2016-2017       | Boavista        | PL              | 15         | 0          | TP+TL           | 2+0             | 0               |                    | -                  | -                  |             | -           | -           | 17     | 0      |        |
| Totale carriera | Totale carriera | Totale carriera | 173        | 0          |                 | 18              | 0               |                    | -                  | -                  |             | -           | -           | 191    | 0      |        |